# Eric West
Eric West, właściwie Eric Rosa (ur. 18 maja 1982 w Nowym Jorku) – amerykański piosenkarz, aktor i wykonawca muzyki R&B.

## Dyskografia
- H20 (1996)
- Half – Life (2006)